# Abbaye des Prés de Douai
Pour les articles homonymes, voir Abbaye des Prés.
L'ancienne abbaye des Prés de Douai était un monastère de moniales cisterciennes sis dans la commune de Douai dans le nord de la France. Une communauté religieuse fondée au début du XIIIe siècle devient cistercienne en 1220. L'abbaye est fermée et les religieuses chassées par le pouvoir révolutionnaire à la fin du XVIIIe siècle.

## Situation
L'abbaye est située dans la ville de Douai, non loin de la Scarpe, dans l'actuelle rue de l'Abbaye-des-Prés.

## Historique

### Fondation
Deux poèmes, l'un en latin et l'autre en français, rédigés au Moyen Âge, permettent de connaître les débuts de l'abbaye. Six jeunes femmes décident, à une date inconnue (plusieurs estimations se réfèrent à 1212), de fonder ensemble une communauté de prière. Trois d'entre elles sont sœurs de sang et filles de Raoul le Roux ou de le Hale : Sainte, Rosselle et Foukeut. Les trois autres sont Marie, Fressent et une servante anonyme. La donation d'un bourgeois de Douai, Werin Mulet, leur permet d'acquérir quelques cabanes et un « mes » au lieu-dit « Les Prés de Saint-Albin », jusque-là lieu à la réputation sulfureuse, liée aux pratiques de la jeunesse locale. Entre cette date de fondation et le premier document public attestant de l'existence de la communauté (juin 1217, quand le chevalier Gossuin de Saint-Albin cède une rente aux religieuses), la vie de la jeune communauté est mal connue. On suppose une vie de béguines, alliant prière, travail manuel et eucharistie.
En 1217, les religieuses cherchent à se doter d'une règle. Mais le chapitre de Saint-Amé voit d'un mauvais œil la structuration de cette petite communauté, qui risque, si elle est érigée en abbaye, de priver la collégiale d'une partie de ses revenus. Néanmoins, le soutien actif d'un des membres de ce chapitre, le chanoine Jean Picquette, pousse l'une des religieuses à faire le voyage jusqu'à Rome pour obtenir le soutien pontifical. Les deux premiers voyages se soldent par des échecs, faute d'argent pour arriver à destination. Le troisième permet une rencontre avec Honorius III. Celui-ci, le 8 août 1217, ordonne à Raoul de Neuville, évêque d'Arras, de faciliter la constitution de la petite communauté en abbaye cistercienne, et nomme trois clercs de l'archidiocèse de Cambrai pour en vérifier la réalisation ; le 20 mars 1218, l'évêque accepte — à contrecœur, semble-t-il — la constitution d'un prieuré. Côté cistercien, la réponse est plus rapide, et l'abbé de Vaucelles prend en novembre 1218 la nouvelle fondation sous sa protection. Parallèlement, au printemps 1218, le petit groupe choisit de quitter le béguinage initial pour un site plus éloigné de la ville, et portant plus à l'isolement et à la prière.

### Moyen Âge
Dès mai 1220, une bulle d'Honorius III acte la transformation du prieuré en abbaye, signifiant, suivant les règles en vigueur chez les cisterciens, que l'abbesse est entourée d'au moins douze moniales. La première abbesse, Élissende, est issue de l'abbaye de la Brayelle, près de Lens ; les documents médiévaux suggèrent qu'elle n'a pas été choisie par les religieuses, mais imposée par l'Ordre, peut-être par l'abbaye de Vaucelles, pour faire correspondre la règle en usage aux Prés aux usages cisterciens (La Carta Caritatis). En revanche, la prieure, élue en 1218, est une des trois sœurs fondatrices, Sainte.
Lui succède dès 1220 une nommée Marie. En juin 1221, le pape, toujours Honorius III, accorde à l'abbaye nouvellement fondée l'indépendance financière, le droit d'élire son abbesse et la protection du Saint-Siège. Il est possible que cette période ait été marquée par des malveillances externes, car une nouvelle bulle pontificale dénonce en février 1223 les difficultés causées à l'abbaye.

#### Le martyrologe

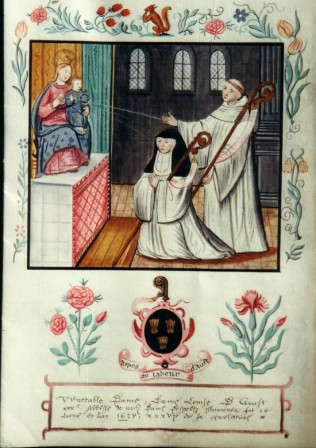
Manuscrit de Notre-Dame des Prés, montrant saint Bernard et une moniale cistercienne.

L'abbaye médiévale est particulièrement connue par le martyrologe enluminé — aujourd'hui manuscrit 838 de la bibliothèque municipale de Valenciennes. Il s'agit probablement du seul martyrologe cistercien enluminé qui nous soit parvenu, sur seulement quatre ouvrages comparables et antérieurs au XIVe siècle concernant les cisterciennes (les trois autres étant celle de Fontenelle, près de Valenciennes, celle du Jardin, près de Sézanne dans la Marne et celle de Maubuisson près de Pontoise). C'est un ouvrage composé de 131 feuillets de format 46×34 centimètres, pesant six kilogrammes.
Il a été offert à la communauté cistercienne par la famille Lenfant, riche famille de Douai dont la fille Marguerite avait rejoint la communauté ; l'historiographie traditionnelle a vu dans cette Marguerite l'enlumineuse du manuscrit ; les recherches récentes tendent à établir qu'il s'agirait plutôt d'un artiste laïc du début du XIVe siècle, particulièrement lettré et créatif. Ce document est exceptionnel dans la littérature cistercienne, mais permet, par sa richesse iconographique (près de quatre cents images), d'illustrer la vie quotidienne des cisterciennes du Moyen Âge.
L'usage de cet ouvrage était quotidien. Chaque jour, après l'office de prime, lecture en était faite dans la salle capitulaire, avant que ne soit commenté un chapitre de la règle de saint Benoît ; ce temps communautaire s'achevait également par la lecture de l'ouvrage, mentionnant les bienfaiteurs ainsi que les saints honorés dans la liturgie du jour.

#### Possessions et travail agricole
Sur le plan matériel, l'abbaye est bien dotée ; malgré sa fondation relativement tardive, elle n'est nullement lésée dans l'attribution de terres. Ses possessions s'étendent en effet dans 117 localités, en Flandre, Artois, Ostrevent, Cambrésis et Picardie. Ces possessions étaient pour partie arrentées, pour parties soumises à un cens particulier au Nord de la France, enfin pour partie exploitées directement par les religieuses autour le la grange de la Bouverie. Les comptes des exploitations agricoles sont tenus avec une extrême minutie : le registre allant de 1329 à 1380 nous est parvenu témoigne d'un soin comptable très poussé, ce qui est d'autant plus méritoire que ces années se caractérisent par la quasi-continuité de la guerre de Cent Ans et le passage de la peste noire. En revanche, l'analyse des productions révèle des rendements très faibles, et une prédominance des légumineuses et des fourrages servant à l'alimentation du bétail. L'analyse des volumes et des prix montre aussi que les cours sont très volatils, liés au contexte politique troublé, et donc que le blé était exporté du haut pays jusqu'à la Flandre et même au-delà. Enfin cette analyse montre que l'agriculture s'est moins contractée dans le Nord, en tout cas dans les terres exploitées par les sœurs, que ce que l'historiographie paysanne française a estimé pour les années 1330-1370 ; d'autre part, elle montre que les religieuses étaient capables d'une grande souplesse de gestion pour s'adapter à la conjoncture.

### La Révolution
Sous la Révolution, l'abbaye est fermée de force et les religieuses chassées. La dernière abbesse, Henriette de Maes, s'enfuit en Angleterre avec la plus grande partie de ses religieuses. Parmi les religieuses qui sont chassées, figure sœur Hippolyte Lecouvreur (1747-1828). En 1799, elle retrouve en exil sa sœur de sang Hombeline Lecouvreur (1750-1829) , moniale à l’abbaye de la Brayelle ainsi que sœur Hyacinthe Dewismes (1760-1840), venant de la Woestyne. Ensemble, elles sont au début du XIXe siècle à l'origine de la fondation des cisterciennes bernardines d'Esquermes.

## Abbesses
Le registre des abbesses, long de deux pages, recense les vingt-trois premières responsables de l'abbaye jusqu'en 1458 ; il a été établi sous l'abbatiat de Catherine du Bus (1458-1495) ; néanmoins, les diverses analyses de ce document, effectuées au fil des siècles, apportent des successions qui concordent, à l'exception de l'abbatiat d'Eustachia de Prats ou Praets, que la Gallia Christiana place en septième position à la fin du XIIIe siècle. Or, la même abbesse dite « Marie » est attestée par les sources du XVe siècle en 1270, avant l'arrivée possible d'Eustachia aux Prés, et en 1293, après la mort de cette dernière.
Les treize premières entrées du registre ne mentionnent que le nom de l'abbesse, et, pour cinq d'entre elles, le nom de leur père ; les dix dernières entrées sont complétées par une notice biographique plus fournie. La durée moyenne de l'abbatiat durant ces environ deux cent quarante années est donc de treize ans, ce qui correspond à la moyenne de cet exercice.
- Élissende d’Assonville, attestée en 1221 et 1223. Anciennement prieure de l'abbaye de la Brayelle, elle est nommée abbesse des Près par bulle d'Honorius III. Les poèmes de fondations soulignent son érudition et ses qualités. Elle meurt avant 1225 au plus tard ;
- Isabelle ou Élisabeth, attestée en 1225. Elle est fille d'Agnès de Beaumetz et de Wautier III de Douai. En 1227, elle est nommée abbesse du Verger, où elle est encore attestée en 1244 ;
- Agnès de Douai, attestée en 1229 et 1239. Précédemment prieure de l'abbaye des Prés ;
- Englebours, attestée en 1255 et 1257 ;
- Rixens ou Rikeut de Douai, attestée en 1260 ;
- Marie de Beuvri ou de Lille, attestée en 1270 et 1293. Elle est fille du bailli Thomas de Lille ;
- Mehaut ou Mahaut de Cans (ou des Camps). Attestée comme abbesse mais à une date inconnue ; peut-être fille de Renaud et d'Ermentrude de Cans ;
- Isabelle de Hamercicourt, attestée en 1307 et en mars 1308 ;
- Sainte Loucharde, attestée en 1308 et vers 1340 ; elle est la fille d'un bourgeois d'Arras, Jacques Louchart, et devient abbesse entre le 12 mars et le 11 novembre 1308 ;
- Marguerite de Deuvioeul, citée mais sans date ni renseignement biographique ;
- Jeanne Moullarde, attestée en 1343[17].

...
- La dernière abbesse des Prés se nomme Henriette de Maes[14].